# Liste des cantons de la Côte-d'Or

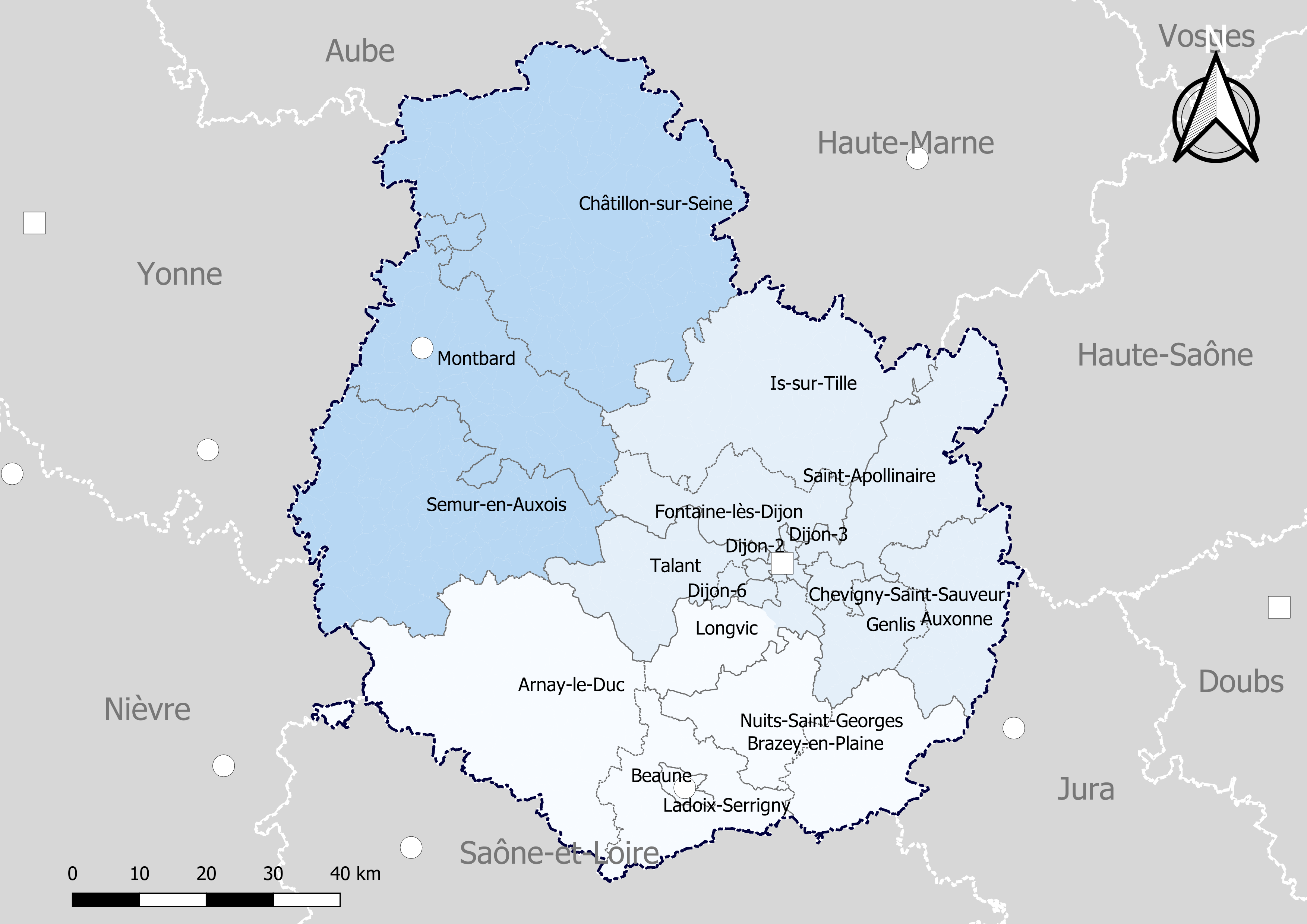
Découpage cantonal du département de la Côte-d'Or, avec en surimpression les arrondissements (en nuances de bleu) - Carte arrêtée au 1er janvier 2019.

Les cantons de la Côte-d'Or sont au nombre de vingt-trois depuis le dernier découpage électoral. Ils sont rattachés aux trois arrondissements qui composent le département français de la Côte-d'Or.

## Histoire

### Découpage cantonal antérieur à 2015

Cantons et arrondissements de 1926 à 2015.

Liste des 43 cantons des de la Côte-d'Or, par arrondissement :
| Arrondissement de Beaune   | 10 cantons - sous-préfecture : Beaune   | Canton d'Arnay-le-Duc - Canton de Beaune-Nord - Canton de Beaune-Sud - Canton de Bligny-sur-Ouche - Canton de Liernais - Canton de Nolay - Canton de Nuits-Saint-Georges - Canton de Pouilly-en-Auxois - Canton de Saint-Jean-de-Losne - Canton de Seurre |
| Arrondissement de Dijon    | 21 cantons - préfecture : Dijon         | Canton d'Auxonne - Canton de Chenôve - Canton de Dijon-1 - Canton de Dijon-2 - Canton de Dijon-3 - Canton de Dijon-4 - Canton de Dijon-5 - Canton de Dijon-6 - Canton de Dijon-7 - Canton de Dijon-8 - Canton de Fontaine-Française - Canton de Fontaine-lès-Dijon - Canton de Genlis - Canton de Gevrey-Chambertin - Canton de Grancey-le-Château-Neuvelle - Canton d'Is-sur-Tille - Canton de Mirebeau-sur-Bèze - Canton de Pontailler-sur-Saône - Canton de Saint-Seine-l'Abbaye - Canton de Selongey - Canton de Sombernon |
| Arrondissement de Montbard | 12 cantons - sous-préfecture : Montbard | Canton d'Aignay-le-Duc - Canton de Baigneux-les-Juifs - Canton de Châtillon-sur-Seine - Canton de Laignes - Canton de Montbard - Canton de Montigny-sur-Aube - Canton de Précy-sous-Thil - Canton de Recey-sur-Ource - Canton de Saulieu - Canton de Semur-en-Auxois - Canton de Venarey-les-Laumes - Canton de Vitteaux |

### Redécoupage cantonal de 2014

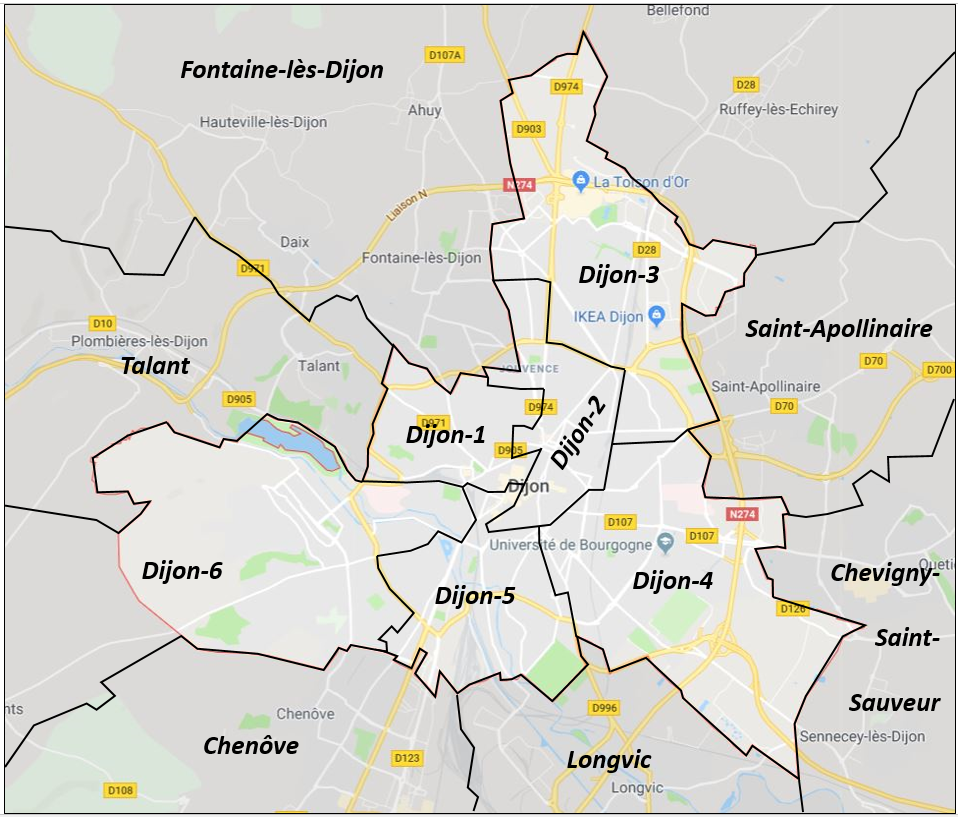
Découpage cantonal à Dijon depuis 2015.

Dans la poursuite de la réforme territoriale engagée en 2010, l'Assemblée nationale adopte définitivement le 17 avril 2013 la réforme du mode de scrutin pour les élections départementales destinée à garantir la parité hommes/femmes. Les lois (loi organique 2013-402 et loi 2013-403) sont promulguées le 17 mai 2013. À partir de mars 2015, date du premier renouvellement général des assemblées départementales suivant la publication du décret, les conseillers départementaux sont élus au scrutin majoritaire binominal mixte. Les électeurs de chaque canton éliront au Conseil départemental, nouvelle appellation des Conseils généraux, deux membres de sexe différent, qui se présenteront en binôme de candidats. Les conseillers départementaux seront élus pour 6 ans au scrutin binominal majoritaire à deux tours, l'accès au second tour nécessitant 10 % des inscrits au 1er tour. En outre la totalité des conseillers départementaux est renouvelée.
Ce nouveau mode de scrutin nécessite un redécoupage des cantons dont le nombre est divisé par deux avec arrondi à l'unité impaire supérieure si ce nombre n'est pas entier impair et avec des conditions de seuils minimaux. Dans la Côte-d'Or le nombre de cantons passe ainsi de 43 à 23.
Les critères du remodelage cantonal sont les suivants : le territoire de chaque canton doit être défini sur des bases essentiellement démographiques, le territoire de chaque canton doit être continu et les communes de moins de 3 500 habitants sont entièrement comprises dans le même canton. Il n’est fait référence, ni aux limites des arrondissements, ni à celles des circonscriptions législatives.
Conformément à de multiples décisions du Conseil constitutionnel depuis 1985 et notamment  sa décision n° 2010-618 DC du 9 décembre 2010,  il est admis que le principe d’égalité des électeurs au regard des critères démographiques est respecté lorsque le ratio conseiller/habitant de la circonscription est compris dans une fourchette de 20 % de part et d'autre du ratio moyen conseiller/habitant du département. Pour le département de la Côte-d'Or, la population de référence est la population légale en vigueur au 1er janvier 2013, à savoir la population millésimée 2010, soit 524 358 habitants. Avec 23 cantons la population moyenne par conseiller départemental est de 22 798 habitants. Ainsi la population de chaque nouveau canton doit-elle être comprise entre 18 239 habitants et 27 358 habitants pour respecter le principe de l'égalité citoyenne au vu des critères démographiques.

## Composition actuelle

### Composition détaillée
| N° | Nom du Canton          | Bureau centralisateur  | Population 2010 | Écart /moyenne | Nombre de communes entières | Communes composant le canton |
| -- | ---------------------- | ---------------------- | --------------- | -------------- | --------------------------- | --- |
| 1  | Arnay-le-Duc           | Arnay-le-Duc           | 19 324          | 0,85           | 90                          | Allerey, Antheuil, Antigny-la-Ville, Arconcey, Arnay-le-Duc, Aubaine, Aubigny-la-Ronce, Auxant, Bard-le-Régulier, Baubigny, Bellenot-sous-Pouilly, Bessey-en-Chaume, Bessey-la-Cour, Beurey-Bauguay, Blancey, Blanot, Bligny-sur-Ouche, Bouhey, Brazey-en-Morvan, La Bussière-sur-Ouche, Censerey, Chailly-sur-Armançon, Champignolles, Châteauneuf, Châtellenot, Chaudenay-la-Ville, Chaudenay-le-Château, Chazilly, Civry-en-Montagne, Clomot, Colombier, Commarin, Cormot-Vauchignon, Créancey, Crugey, Culètre, Cussy-la-Colonne, Cussy-le-Châtel, Diancey, Écutigny, Éguilly, Essey, Le Fête, Foissy, Jouey, Lacanche, Liernais, Longecourt-lès-Culêtre, Lusigny-sur-Ouche, Maconge, Magnien, Maligny, Manlay, Marcheseuil, Marcilly-Ogny, Martrois, Meilly-sur-Rouvres, Ménessaire, Mimeure, Molinot, Montceau-et-Écharnant, Mont-Saint-Jean, Musigny, Nolay, Painblanc, Pouilly-en-Auxois, La Rochepot, Rouvres-sous-Meilly, Saint-Pierre-en-Vaux, Saint-Prix-lès-Arnay, Sainte-Sabine, Santosse, Saussey, Savilly, Semarey, Sussey, Thoisy-le-Désert, Thomirey, Thorey-sur-Ouche, Thury, Val-Mont, Vandenesse-en-Auxois, Veilly, Veuvey-sur-Ouche, Vianges, Vic-des-Prés, Viévy, Villiers-en-Morvan, Voudenay. |
| 2  | Auxonne                | Auxonne                | 22 549          | 0,99           | 35                          | Athée, Auxonne, Billey, Binges, Champdôtre, Cirey-lès-Pontailler, Cléry, Drambon, Étevaux, Flagey-lès-Auxonne, Flammerans, Heuilley-sur-Saône, Labergement-lès-Auxonne, Lamarche-sur-Saône, Magny-Montarlot, Les Maillys, Marandeuil, Maxilly-sur-Saône, Montmançon, Perrigny-sur-l'Ognon, Poncey-lès-Athée, Pont, Pontailler-sur-Saône, Saint-Léger-Triey, Saint-Sauveur, Soirans, Soissons-sur-Nacey, Talmay, Tellecey, Tillenay, Tréclun, Vielverge, Villers-les-Pots, Villers-Rotin, Vonges. |
| 3  | Beaune                 | Beaune                 | 22 394          | 0,98           | 1                           | Beaune. |
| 4  | Brazey-en-Plaine       | Brazey-en-Plaine       | 20 251          | 0,89           | 38                          | Aubigny-en-Plaine, Auvillars-sur-Saône, Bagnot, Bonnencontre, Bousselange, Brazey-en-Plaine, Broin, Chamblanc, Charrey-sur-Saône, Chivres, Échenon, Esbarres, Franxault, Glanon, Grosbois-lès-Tichey, Jallanges, Labergement-lès-Seurre, Labruyère, Lanthes, Laperrière-sur-Saône, Lechâtelet, Losne, Magny-lès-Aubigny, Montagny-lès-Seurre, Montmain, Montot, Pagny-la-Ville, Pagny-le-Château, Pouilly-sur-Saône, Saint-Jean-de-Losne, Saint-Seine-en-Bâche, Saint-Symphorien-sur-Saône, Saint-Usage, Samerey, Seurre, Tichey, Trouhans, Trugny. |
| 5  | Châtillon-sur-Seine    | Châtillon-sur-Seine    | 19 423          | 0,85           | 107                         | Aignay-le-Duc, Aisey-sur-Seine, Ampilly-les-Bordes, Ampilly-le-Sec, Autricourt, Baigneux-les-Juifs, Balot, Beaulieu, Beaunotte, Belan-sur-Ource, Bellenod-sur-Seine, Beneuvre, Billy-lès-Chanceaux, Bissey-la-Côte, Bissey-la-Pierre, Boudreville, Bouix, Brémur-et-Vaurois, Brion-sur-Ource, Buncey, Bure-les-Templiers, Busseaut, Buxerolles, Cérilly, Chambain, Chamesson, Channay, Charrey-sur-Seine, Châtillon-sur-Seine, Chaugey, La Chaume, Chaume-lès-Baigneux, Chaumont-le-Bois, Chemin-d'Aisey, Coulmier-le-Sec, Courban, Duesme, Échalot, Essarois, Étalante, Étormay, Étrochey, Faverolles-lès-Lucey, Fontaines-en-Duesmois, Gevrolles, Gomméville, Les Goulles, Grancey-sur-Ource, Griselles, Gurgy-la-Ville, Gurgy-le-Château, Jours-lès-Baigneux, Laignes, Larrey, Leuglay, Lignerolles, Louesme, Lucey, Magny-Lambert, Maisey-le-Duc, Marcenay, Massingy, Mauvilly, Menesble, Meulson, Minot, Moitron, Molesme, Montigny-sur-Aube, Montliot-et-Courcelles, Mosson, Nicey, Nod-sur-Seine, Noiron-sur-Seine, Obtrée, Oigny, Origny, Orret, Poinçon-lès-Larrey, Poiseul-la-Ville-et-Laperrière, Pothières, Prusly-sur-Ource, Puits, Quemigny-sur-Seine, Recey-sur-Ource, Riel-les-Eaux, Rochefort-sur-Brévon, Saint-Broing-les-Moines, Saint-Germain-le-Rocheux, Saint-Marc-sur-Seine, Sainte-Colombe-sur-Seine, Savoisy, Semond, Terrefondrée, Thoires, Vannaire, Vanvey, Vertault, Veuxhaulles-sur-Aube, Villaines-en-Duesmois, Villedieu, Villers-Patras, Villiers-le-Duc, Villotte-sur-Ource, Vix, Voulaines-les-Templiers.. |
| 6  | Chenôve                | Chenôve                | 19 153          | 0,84           | 2                           | Chenôve, Marsannay-la-Côte. |
| 7  | Chevigny-Saint-Sauveur | Chevigny-Saint-Sauveur | 25 933          | 1,14           | 6                           | Bressey-sur-Tille, Chevigny-Saint-Sauveur, Magny-sur-Tille, Neuilly-Crimolois, Quetigny, Sennecey-lès-Dijon. |
| 8  | Dijon-1                | Dijon                  | Fraction Dijon  |                | Fraction Dijon              | Partie de la commune de Dijon située à l'intérieur d'un périmètre défini par l'axe des voies et limites suivantes : depuis la limite territoriale de la commune de Fontaine-lès-Dijon, rue Octave-Terrillon, rue Claude-Hoin, rue de Beauséjour, rue de la Houblonnière, rue Jules-Forey, avenue du Drapeau, ligne de tramway, avenue Garibaldi, rue Sambin, rue Gagnereaux, place Barbe, rue d'Ahuy, rue Claude-Bernard, place Saint-Bernard, boulevard de la Trémouille, rue de la Préfecture, place Notre-Dame, rue des Forges, rue de la Liberté, rue Bossuet, rue Michelet, rue de la Prévôté, rempart de la Miséricorde, rue Mariotte, boulevard Sévigné, rue Albert-Ier, jusqu'à la limite territoriale de la commune de Talant. |
| 9  | Dijon-2                | Dijon                  | Fraction Dijon  |                | Fraction Dijon              | Partie de la commune de Dijon située à l'intérieur d'un périmètre défini par l'axe des voies et limites suivantes : depuis la limite territoriale de la commune de Fontaine-lès-Dijon, rue Octave-Terrillon, rue Claude-Hoin, rue de Beauséjour, rue de la Houblonnière, rue Jules-Forey, avenue du Drapeau, ligne de tramway, avenue Garibaldi, rue Sambin, rue Gagnereaux, place Barbe, rue d'Ahuy, rue Claude-Bernard, place Saint-Bernard, boulevard de la Trémouille, rue de la Préfecture, place Notre-Dame, rue des Forges, rue Stéphen-Liégeard, rue du Bourg, rue Berbisey, rue de la Manutention, rue de Tivoli, rue de la Synagogue, boulevard Carnot, place du 30-Octobre-et-de-la-Légion-d'Honneur, boulevard de Strasbourg, ligne de chemin de fer, boulevard des Martyrs-de-la-Résistance, place Saint-Exupéry, boulevard Pascal, avenue du Drapeau, avenue de Langres, rond-point de la Nation, rue de Bruges, jusqu'à la limite territoriale de la commune de Fontaine-lès-Dijon. |
| 10 | Dijon-3                | Dijon                  | Fraction Dijon  |                | Fraction Dijon              | Partie de la commune de Dijon située au nord d'une ligne définie par l'axe des voies et limites suivantes : depuis la limite territoriale de la commune de Fontaine-lès-Dijon, rue de Bruges, rond-point de la Nation, avenue de Langres, avenue du Drapeau, boulevard Pascal, place Saint-Exupéry, boulevard des Martyrs-de-la-Résistance, ligne de chemin de fer, boulevard de Strasbourg, rue Adolphe-Joanne, avenue du Maréchal-Lyautey, rond-point du 8-Mai-1945, jusqu'à la limite territoriale de la commune de Saint-Apollinaire. |
| 11 | Dijon-4                | Dijon                  | Fraction Dijon  |                | Fraction Dijon              | Partie de la commune de Dijon située à l'est d'une ligne définie par l'axe des voies et limites suivantes : depuis la limite territoriale de Saint-Apollinaire, rond-point du 8-Mai-1945, avenue du Maréchal-Lyautey, rue Adolphe-Joanne, boulevard de Strasbourg, place du 30-Octobre-et-de-la-Légion-d'Honneur, boulevard Carnot, rue Claude-Basire, place du Président-Wilson, cours du Général-de-Gaulle, rond-point Edmond-Michelet, rue Théophile-Foisset, rue de Longvic, jusqu'à la limite territoriale de la commune de Longvic. |
| 12 | Dijon-5                | Dijon                  | Fraction Dijon  |                | Fraction Dijon              | Partie de la commune de Dijon située au sud d'une ligne définie par l'axe des voies et limites suivantes : depuis la limite territoriale de la commune de Longvic, rue de Longvic, rue Théophile-Foisset, rond-point Edmond-Michelet, cours du Général-de-Gaulle, place du Président-Wilson, rue Claude-Basire, boulevard Carnot, rue de la Synagogue, rue de Tivoli, rue de la Manutention, rue de Berbisey, rue du Bourg, rue Stéphen-Liégeard, rue des Forges, rue de la Liberté, rue Bossuet, rue Michelet, rue de la Prévôté, rempart de la Miséricorde, rue Mariotte, boulevard Sévigné, rue de l'Arquebuse, rue de l'Hôpital, cours de la Rivière-de-l'Ouche, avenue de l'Ouche, avenue Gustave-Eiffel, boulevard des Bourroches, rue En-Saint-Jacques, rue de Tremolois, rue du Vice-Amiral-Violette, rue Charles Oursel, rue Georges-Serraz, jusqu'à la limite territoriale de la commune de Chenôve. |
| 13 | Dijon-6                | Dijon                  | Fraction Dijon  |                | 2 + Fraction Dijon          | 1° Les communes suivantes : Corcelles-les-Monts, Flavignerot. 2° La partie de la commune de Dijon non incluse dans les cantons de Dijon-1, Dijon-2, Dijon-3, Dijon-4 et Dijon-5. |
| 14 | Fontaine-lès-Dijon     | Fontaine-lès-Dijon     | 26 315          | 1,15           | 30                          | Ahuy, Asnières-lès-Dijon, Bellefond, Bligny-le-Sec, Bretigny, Brognon, Champagny, Clénay, Curtil-Saint-Seine, Daix, Darois, Étaules, Flacey, Fontaine-lès-Dijon, Hauteville-lès-Dijon, Messigny-et-Vantoux, Norges-la-Ville, Orgeux, Panges, Prenois, Ruffey-lès-Échirey, Saint-Julien, Saint-Martin-du-Mont, Saint-Seine-l'Abbaye, Saussy, Savigny-le-Sec, Trouhaut, Turcey, Val-Suzon, Villotte-Saint-Seine. |
| 15 | Genlis                 | Genlis                 | 21 714          | 0,95           | 22                          | Aiserey, Beire-le-Fort, Bessey-lès-Cîteaux, Cessey-sur-Tille, Chambeire, Collonges-et-Premières, Échigey, Fauverney, Genlis, Izeure, Izier, Labergement-Foigney, Longchamp, Longeault-Pluvault, Longecourt-en-Plaine, Marliens, Pluvet, Rouvres-en-Plaine, Tart, Tart-le-Bas, Thorey-en-Plaine, Varanges. |
| 16 | Is-sur-Tille           | Is-sur-Tille           | 19 335          | 0,85           | 50                          | Avelanges, Avot, Barjon, Boussenois, Busserotte-et-Montenaille, Bussières, Chaignay, Chanceaux, Chazeuil, Courlon, Courtivron, Crécey-sur-Tille, Cussey-les-Forges, Diénay, Échevannes, Épagny, Francheville, Foncegrive, Fraignot-et-Vesvrotte, Frénois, Gemeaux, Grancey-le-Château-Neuvelle, Is-sur-Tille, Lamargelle, Léry, Lux, Marcilly-sur-Tille, Marey-sur-Tille, Marsannay-le-Bois, Le Meix, Moloy, Orville, Pellerey, Pichanges, Poiseul-la-Grange, Poiseul-lès-Saulx, Poncey-sur-l'Ignon, Sacquenay, Salives, Saulx-le-Duc, Selongey, Spoy, Tarsul, Til-Châtel, Vaux-Saules, Vernois-lès-Vesvres, Vernot, Véronnes, Villecomte, Villey-sur-Tille. |
| 17 | Ladoix-Serrigny        | Ladoix-Serrigny        | 20 118          | 0,88           | 38                          | Aloxe-Corton, Auxey-Duresses, Bligny-lès-Beaune, Bouilland, Bouze-lès-Beaune, Chassagne-Montrachet, Chevigny-en-Valière, Chorey-lès-Beaune, Combertault, Corberon, Corcelles-les-Arts, Corgengoux, Corpeau, Ébaty, Échevronne, Ladoix-Serrigny, Levernois, Marigny-lès-Reullée, Mavilly-Mandelot, Meloisey, Merceuil, Meursanges, Meursault, Montagny-lès-Beaune, Monthelie, Nantoux, Pernand-Vergelesses, Pommard, Puligny-Montrachet, Ruffey-lès-Beaune, Saint-Aubin, Saint-Romain, Sainte-Marie-la-Blanche, Santenay, Savigny-lès-Beaune, Tailly, Vignoles, Volnay. |
| 18 | Longvic                | Longvic                | 23 156          | 1,02           | 26                          | Bévy, Bretenière, Brochon, Chambœuf, Chambolle-Musigny, Chevannes, Collonges-lès-Bévy, Couchey, Curley, Curtil-Vergy, Détain-et-Bruant, L'Étang-Vergy, Fénay, Fixin, Gevrey-Chambertin, Longvic, Messanges, Morey-Saint-Denis, Ouges, Perrigny-lès-Dijon, Reulle-Vergy, Segrois, Semezanges, Ternant, Urcy, Valforêt. |
| 19 | Montbard               | Montbard               | 18 992          | 0,83           | 57                          | Alise-Sainte-Reine, Arrans, Asnières-en-Montagne, Athie, Benoisey, Boux-sous-Salmaise, Buffon, Bussy-le-Grand, Champ-d'Oiseau, Charencey, Corpoyer-la-Chapelle, Courcelles-lès-Montbard, Crépand, Darcey, Éringes, Étais, Fain-lès-Montbard, Fain-lès-Moutiers, Flavigny-sur-Ozerain, Fontaines-les-Sèches, Fresnes, Frôlois, Gissey-sous-Flavigny, Grésigny-Sainte-Reine, Grignon, Hauteroche, Jailly-les-Moulins, Lucenay-le-Duc, Marigny-le-Cahouët, Marmagne, Ménétreux-le-Pitois, Montbard, Montigny-Montfort, Moutiers-Saint-Jean, Mussy-la-Fosse, Nesle-et-Massoult, Nogent-lès-Montbard, Planay, Pouillenay, Quincerot, Quincy-le-Vicomte, La Roche-Vanneau, Rougemont, Saint-Germain-lès-Senailly, Saint-Rémy, Salmaise, Seigny, Senailly, Source-Seine, Thenissey, Touillon, Venarey-les-Laumes, Verdonnet, Verrey-sous-Salmaise, Villaines-les-Prévôtes, La Villeneuve-les-Convers, Viserny. |
| 20 | Nuits-Saint-Georges    | Nuits-Saint-Georges    | 20 576          | 0,9            | 34                          | Agencourt, Arcenant, Argilly, Barges, Boncourt-le-Bois, Broindon, Chaux, Comblanchien, Corcelles-lès-Cîteaux, Corgoloin, Épernay-sous-Gevrey, Flagey-Échézeaux, Fussey, Gerland, Gilly-lès-Cîteaux, Magny-lès-Villers, Marey-lès-Fussey, Meuilley, Noiron-sous-Gevrey, Nuits-Saint-Georges, Premeaux-Prissey, Quincey, Saint-Bernard, Saint-Nicolas-lès-Cîteaux, Saint-Philibert, Saulon-la-Chapelle, Saulon-la-Rue, Savouges, Villars-Fontaine, Villebichot, Villers-la-Faye, Villy-le-Moutier, Vosne-Romanée, Vougeot. |
| 21 | Saint-Apollinaire      | Saint-Apollinaire      | 25 086          | 1,1            | 37                          | Arceau, Arc-sur-Tille, Beaumont-sur-Vingeanne, Beire-le-Châtel, Belleneuve, Bèze, Bézouotte, Blagny-sur-Vingeanne, Bourberain, Champagne-sur-Vingeanne, Charmes, Chaume-et-Courchamp, Cheuge, Couternon, Cuiserey, Dampierre-et-Flée, Fontaine-Française, Fontenelle, Jancigny, Licey-sur-Vingeanne, Magny-Saint-Médard, Mirebeau-sur-Bèze, Montigny-Mornay-Villeneuve-sur-Vingeanne, Noiron-sur-Bèze, Oisilly, Orain, Pouilly-sur-Vingeanne, Remilly-sur-Tille, Renève, Saint-Apollinaire, Saint-Maurice-sur-Vingeanne, Saint-Seine-sur-Vingeanne, Savolles, Tanay, Trochères, Varois-et-Chaignot, Viévigne. |
| 22 | Semur-en-Auxois        | Semur-en-Auxois        | 19 213          | 0,84           | 88                          | Aisy-sous-Thil, Arnay-sous-Vitteaux, Avosnes, Bard-lès-Époisses, Beurizot, Boussey, Brain, Braux, Brianny, Champeau-en-Morvan, Champrenault, Charigny, Charny, Chassey, Chevannay, Clamerey, Corrombles, Corsaint, Courcelles-Frémoy, Courcelles-lès-Semur, Dampierre-en-Montagne, Dompierre-en-Morvan, Époisses, Fontangy, Forléans, Genay, Gissey-le-Vieil, Jeux-lès-Bard, Juillenay, Juilly, Lacour-d'Arcenay, Lantilly, Magny-la-Ville, Marcellois, Marcigny-sous-Thil, Marcilly-et-Dracy, Massingy-lès-Semur, Massingy-lès-Vitteaux, Millery, Missery, Molphey, Montberthault, Montigny-Saint-Barthélemy, Montigny-sur-Armançon, Montlay-en-Auxois, La Motte-Ternant, Nan-sous-Thil, Noidan, Normier, Pont-et-Massène, Posanges, Précy-sous-Thil, La Roche-en-Brenil, Roilly, Rouvray, Saffres, Saint-Andeux, Saint-Didier, Saint-Euphrône, Saint-Germain-de-Modéon, Saint-Hélier, Saint-Mesmin, Saint-Thibault, Sainte-Colombe-en-Auxois, Saulieu, Semur-en-Auxois, Sincey-lès-Rouvray, Souhey, Soussey-sur-Brionne, Thoisy-la-Berchère, Thorey-sous-Charny, Thoste, Torcy-et-Pouligny, Toutry, Uncey-le-Franc, Le Val-Larrey, Velogny, Vesvres, Vic-de-Chassenay, Vic-sous-Thil, Vieux-Château, Villargoix, Villars-et-Villenotte, Villeberny, Villeferry, Villeneuve-sous-Charigny, Villy-en-Auxois, Vitteaux. |
| 23 | Talant                 | Talant                 | 24 668          | 1,08           | 34                          | Agey, Ancey, Arcey, Aubigny-lès-Sombernon, Barbirey-sur-Ouche, Baulme-la-Roche, Blaisy-Bas, Blaisy-Haut, Bussy-la-Pesle, Drée, Échannay, Fleurey-sur-Ouche, Gergueil, Gissey-sur-Ouche, Grenant-lès-Sombernon, Grosbois-en-Montagne, Lantenay, Mâlain, Mesmont, Montoillot, Pasques, Plombières-lès-Dijon, Prâlon, Remilly-en-Montagne, Saint-Anthot, Saint-Jean-de-Bœuf, Saint-Victor-sur-Ouche, Sainte-Marie-sur-Ouche, Savigny-sous-Mâlain, Sombernon, Talant, Velars-sur-Ouche, Verrey-sous-Drée, Vieilmoulin. |
|    |                        |                        | 524 358         |                | 698                         | |

### Répartition par arrondissement
Contrairement à l'ancien découpage où chaque canton était inclus à l'intérieur d'un seul arrondissement, le nouveau découpage territorial s'affranchit des limites des arrondissements. Certains cantons peuvent être composés de communes appartenant à des arrondissements différents. Dans le département de la Côte-d'Or, c'est le cas d'un seul canton (Nuits-Saint-Georges).
Le tableau suivant présente la répartition par arrondissement :
| N° | Canton                 | Beaune | Dijon             | Montbard |
| -- | ---------------------- | ------ | ----------------- | -------- |
| 1  | Arnay-le-Duc           | 90     |                   |          |
| 2  | Auxonne                |        | 35                |          |
| 3  | Beaune                 | 1      |                   |          |
| 4  | Brazey-en-Plaine       | 38     |                   |          |
| 5  | Châtillon-sur-Seine    |        |                   | 107      |
| 6  | Chenôve                |        | 2                 |          |
| 7  | Chevigny-Saint-Sauveur |        | 6                 |          |
| 8  | Dijon-1                |        | Fraction Dijon    |          |
| 9  | Dijon-2                |        | Fraction Dijon    |          |
| 10 | Dijon-3                |        | Fraction Dijon    |          |
| 11 | Dijon-4                |        | Fraction Dijon    |          |
| 12 | Dijon-5                |        | Fraction Dijon    |          |
| 13 | Dijon-6                |        | 2 +Fraction Dijon |          |
| 14 | Fontaine-lès-Dijon     |        | 30                |          |
| 15 | Genlis                 |        | 22                |          |
| 16 | Is-sur-Tille           |        | 50                |          |
| 17 | Ladoix-Serrigny        | 38     |                   |          |
| 18 | Longvic                |        | 26                |          |
| 19 | Montbard               |        |                   | 57       |
| 20 | Nuits-Saint-Georges    | 25     | 9                 |          |
| 21 | Saint-Apollinaire      |        | 37                |          |
| 22 | Semur-en-Auxois        |        |                   | 88       |
| 23 | Talant                 |        | 34                |          |
|    | 698                    | 192    | 254               | 252      |